# Trifolium patens
Trifolium patens är en ärtväxtart som beskrevs av Johann Christian Daniel von Schreber. Enligt Catalogue of Life ingår Trifolium patens i släktet klövrar och familjen ärtväxter, men enligt Dyntaxa är tillhörigheten istället släktet klövrar och familjen ärtväxter. Arten har ej påträffats i Sverige. Inga underarter finns listade i Catalogue of Life.